# Lioptilodes
Lioptilodes is een geslacht van vlinders van de familie vedermotten (Pterophoridae).

## Soorten
- L. aguilaicus Gielis, 1991
- L. alolepidodactylus Gielis, 1991
- L. antarctica Staudinger, 1899
- L. fetisi Gielis, 1991
- L. neuquenicus Gielis, 1991
- L. parvus Walsingham, 1880
- L. rionegroicus Gielis, 1991
- L. subantarcticus Gielis, 1991
- L. testacea Blanchard, 1852
- L. topali Gielis, 1991
- L. tribonia Meyrick, 1921
- L. zapalaicus Gielis, 1991